# كرزيستوف وايلد
كرزيستوف وايلد (بالبولندية: Krzysztof Wilde)‏ هو مهندس بولندي، ولد في 11 يناير 1966 في غدانسك في بولندا.